# Will Kymlicka
Will Kymlicka (1962) es un filósofo político canadiense. Es uno de los más importantes representantes de la filosofía política actual. Sus campos de investigación son los problemas étnicos y la convivencia multicultural, la cuestión del funcionamiento del liberalismo clásico en un entorno globalizado y étnicamente fragmentado y el lugar de los derechos de los animales en la teoría política. 

## Biografía
Kymlicka se doctoró en filosofía en la Universidad de Oxford bajo la supervisión de G. A. Cohen y es actualmente catedrático en la Queen's University en Kingston (Ontario, Canadá). Su introducción a la filosofía política ha sido traducido a 17 lenguas.

## Pensamiento y posible idea de justicia
Una de las mayores preocupaciones de la obra de Kymlicka es ofrecer un marco liberal para el tratamiento justo de los grupos minoritarios. Desarrolla sus ideas en el contexto social de su país. Divide los grupos etnolingüísticos en dos categorías básicas: los grupos inmigrantes o poliétnicos, y las minorías nacionales (como los quebequeses en Canadá o los Maorí en Nueva Zelanda). Establece así una serie de criterios para las minorías nacionales:
1. El haber estado presentes desde la fundación;
2. Una historia previa de autogobierno;
3. Una cultura común;
4. Una lengua común;
5. Haberse gobernado por medio de instituciones.

## Obras
- Liberalism, Community, and Culture (1989).
- Contemporary Political Philosophy (1990).
- Multicultural Citizenship (1995).
- Finding Our Way: Rethinking Ethnocultural Relations in Canada (1998).
- Politics in the Vernacular: Nationalism, Multiculturalism, Citizenship (2001).
- Liberalism, Community, and Culture (Oxford: Oxford University Press, 1989/1991). ISBN 0-19-827871-3
- Contemporary Political Philosophy: An Introduction (Oxford: Oxford University Press, 1990/2001). ISBN 0-19-878274-8
- Con Sue Donaldson, Zoopolis: A political theory of animal rights (Oxford: Oxford University Press, 2011), traducción: Zoópolis, una revolución animalista (Madrid: errata naturae, 2018).